# Tetrabaena socialis
Tetrabaena socialis là loài tảo lục vi sinh vật và là sinh vật đa bào đơn giản nhất được biết đến, gồm có bốn tế bào. Nó có thể di động với 2 tiên mao cho mỗi tế bào.